# Bluszcz

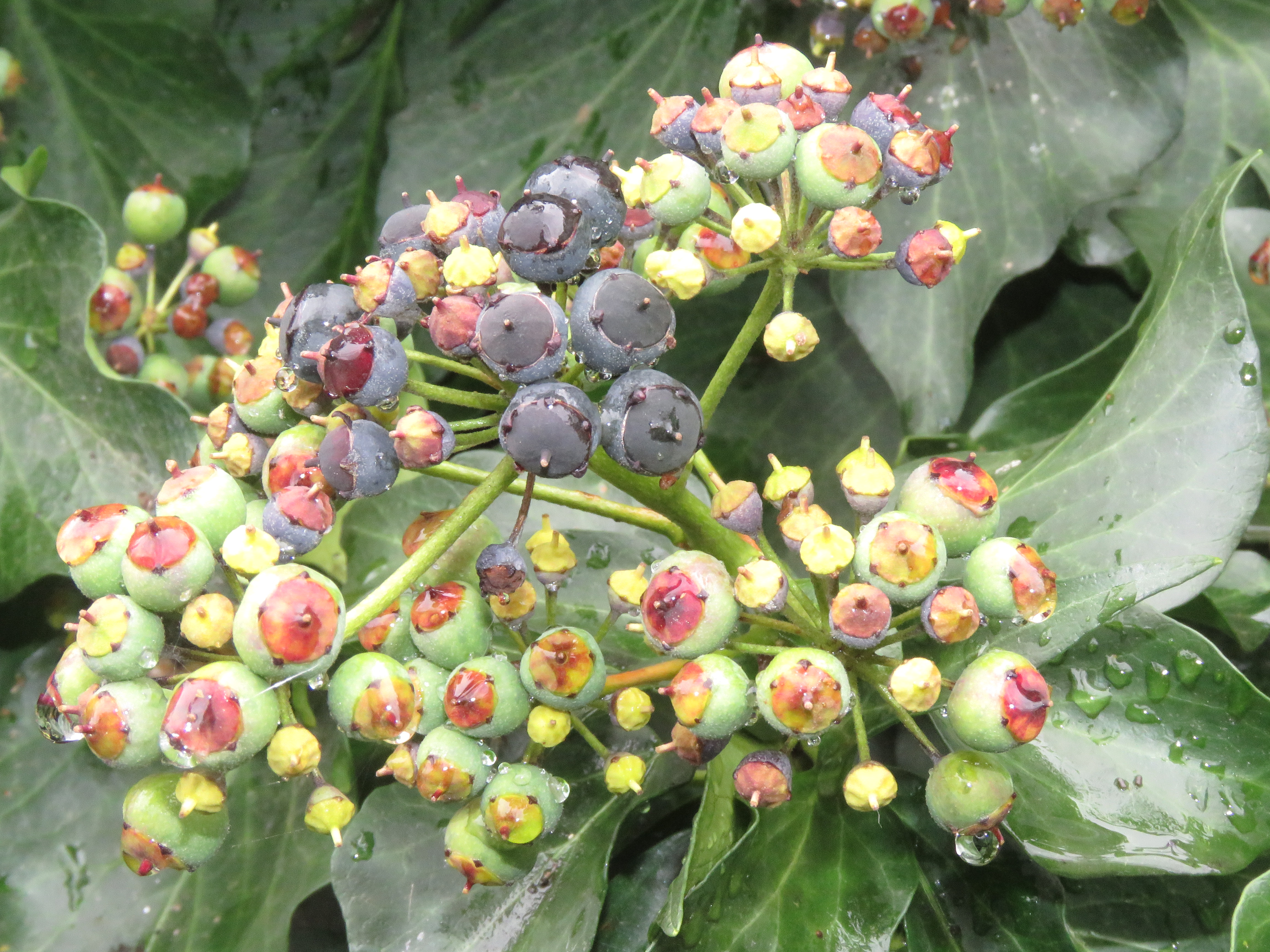
Owoce bluszczu himalajskiego

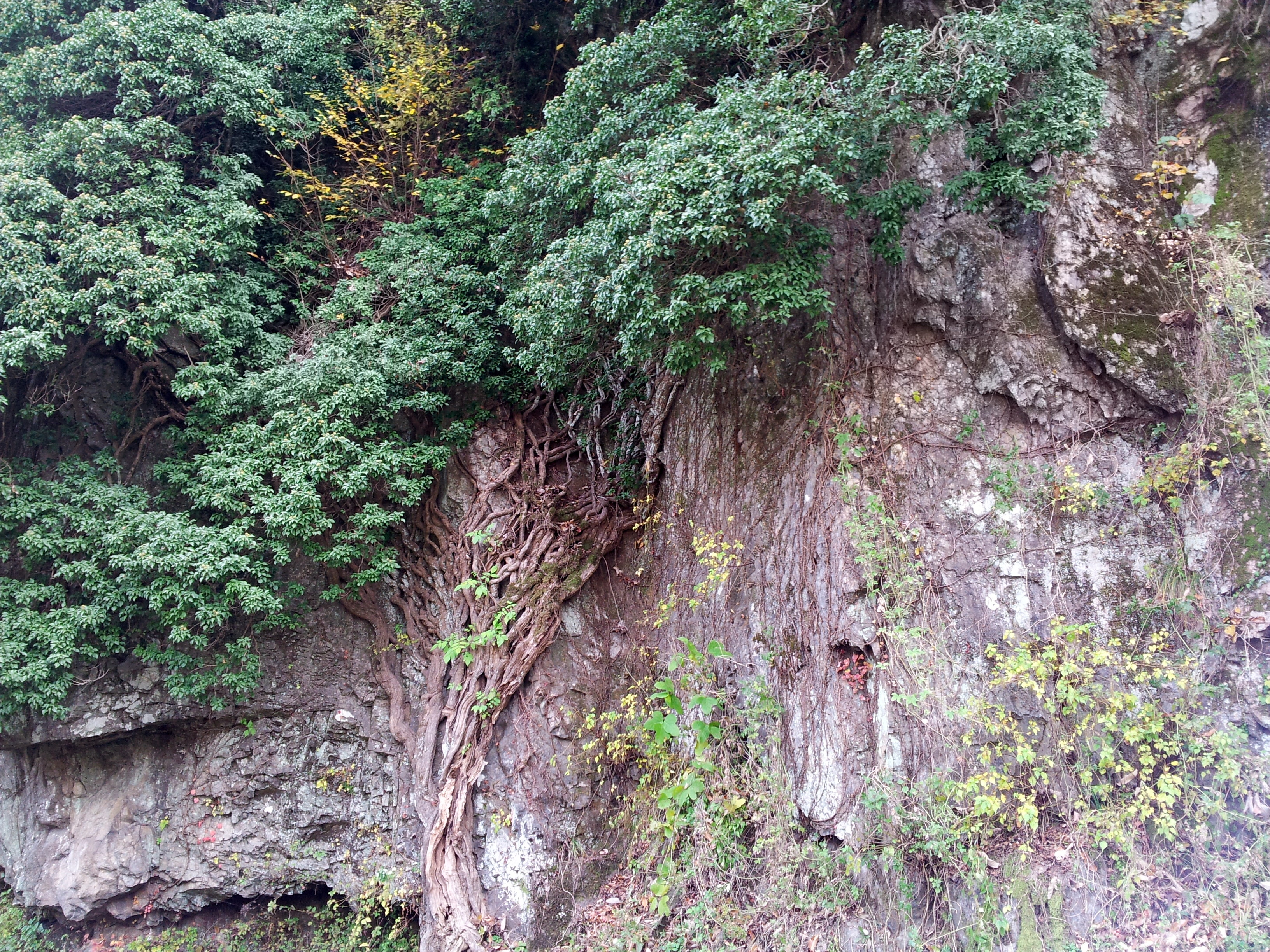
Hedera rhombea

Bluszcz (Hedera L.) – rodzaj roślin z rodziny araliowatych (Araliaceae). Obejmuje w zależności od ujęcia systematycznego od ok. 12, poprzez 18 do ok. 22 gatunków. Występują one w Europie, północnej Afryce, w tym na Wyspach Kanaryjskich, Maderze i Azorach, na Kaukazie oraz w zachodniej, centralnej i wschodniej Azji. Do flory Polski należy jeden gatunek – bluszcz pospolity Hedera helix. Rośliny te zasiedlają lasy i tereny skaliste, wspinając się po drzewach i skałach. Kwiaty zapylane są przez pszczoły i muchówki. Owoce są chętnie jadane przez ptaki, a zimozielone liście chętnie zgryzane bywają zimą przez jeleniowate i owce.
Liczne gatunki i odmiany uprawiane są jako rośliny ozdobne, zarówno w domach jako rośliny doniczkowe, jak i w ogrodach i parkach jako pnącza lub rośliny okrywowe. Kwiaty są miododajne. Rośliny te wykorzystywane są także jako lecznicze, źródło ślimakobójczych saponin, źródło drewna i barwników.

## Morfologia
PokrójPnącza wspinające się dzięki drobnym korzeniom przybyszowym, tworzącym się na płonnych pędach po stronie stykającej się z podporą. Pędy pokryte włoskami promienistymi lub tarczkowatymi. Osiągają do ponad 10 m wysokości.
LiściePojedyncze, zimozielone, skrętoległe. Charakterystyczne dla większości przedstawicieli rodzaju jest występowanie liści dwupostaciowych – na pędach kwitnących liście są całkowite i całobrzegie, na pędach wegetatywnych są klapowane lub grubo ząbkowane.
KwiatyZebrane są w szczytowe, kuliste baldachy. Kwiaty są drobne, obupłciowe, 5-krotne, zielonkawożółte. Działek kielicha 5, całobrzegich lub ząbkowanych. Płatków korony 5, krótkich, szeroko rozpostartych w czasie kwitnienia. Pręcików i owocolistków jest po 5. Zalążnia jest dolna, cztero- lub pięciokomorowa, szyjka słupka pojedyncza na szczycie rozdzielona.
OwoceOkrągłe, czarne, żółte, pomarańczowe lub czerwonawe pestkowce podobne do jagód, zawierające 3–5 nasion. Dojrzewają wiosną lub latem następnego roku po kwitnieniu.

## Systematyka

### Pozycja systematyczna rodzaju
Pozycja systematyczna
Jeden z rodzajów wyróżnianych w obrębie podrodziny Aralioideae w rodzinie araliowatych (Araliaceae).

### Podział rodzaju
Niektóre gatunki zaliczane do tego rodzaju są czasem traktowane jako podgatunki czy odmiany gatunku H. helix, który był opisany jako pierwszy. Dlatego zalicza się do rodzaju od 5 do 16, czy nawet 22 gatunków. Między wieloma gatunkami brak ostrych granic pozwalających na ich identyfikację. W obrębie rodzaju wyróżnia się dwa klady. Jeden obejmuje gatunki diploidalne (w tym bluszcz pospolity) wraz z pochodzącymi od nich taksonami poliploidalnymi, których centrum zróżnicowania jest Makaronezja i zachodnia część basenu Morza Śródziemnego. Centrum różnicowania drugiej linii rozwojowej jest wschodnia część basenu Morza Śródziemnego oraz zachodnia część Azji.
Wykaz gatunków
- Hedera algeriensis Rantonnet ex C.Morren
- Hedera azorica Carrière
- Hedera canariensis Willd. – bluszcz kanaryjski
- Hedera caucasigena Pojark.
- Hedera colchica (K.Koch) K.Koch – bluszcz kolchidzki
- Hedera crebrescens M.Bényei-Himmer & M.Höhn
- Hedera cypria McAll.
- Hedera helix L. – bluszcz pospolity
- Hedera hibernica Poit. – bluszcz irlandzki
- Hedera iberica (McAll.) Ackerf. & J.Wen
- Hedera maderensis K.Koch ex A.Rutherf.
- Hedera maroccana McAll.
- Hedera nepalensis K.Koch – bluszcz himalajski
- Hedera pastuchovii Woronow – bluszcz Pastuchowa
- Hedera rhizomatifera (McAll.) Jury
- Hedera rhombea (Miq.) Paul – bluszcz japoński
- Hedera sinensis (Tobler) Hand.-Mazz. – bluszcz chiński
- Hedera × soroksarensis M.Bényei-Himmer & M.Höhn
- Hedera taurica (Hibberd) Carrière